# Championnat de France féminin de football de deuxième division 2008-2009
Navigation
Édition précédente Édition suivante
La Division 2 2008-2009  est la 21e édition du championnat de France féminin de football de seconde division. 
Le deuxième niveau du championnat féminin oppose vingt-quatre clubs français répartis en deux groupes de douze clubs, en une série de vingt-deux rencontres jouées durant la saison de football. 
Les premières places de chaque groupe permettent de monter en Division 1 lors de la saison suivante alors que les deux dernières places de chaque groupe sont synonymes de relégation en Division 3.
Lors de l'exercice précédent, l'Évreux ACF et l'ESOFV La Roche-sur-Yon ont été relégués après avoir fini aux deux dernières places de première division. L'AS Algrange, l'ES Blanquefortaise, le Limoges LF, l'AS Muretaine, le Rodez AF et le FC Rouen ont, quant à eux, gagné le droit d'évoluer dans ce championnat après avoir remporté le tournoi final de troisième division. S'il y a six promus pour seulement deux relégués la saison passée, c'est pour augmenter le nombre de clubs en deuxième division lors de cette édition.
La compétition est remportée par l'ESOFV La Roche-sur-Yon qui est promu en compagnie de l'AS Montigny. Dans le bas du classement, l'Aulnat Sportif, le Limoges LF, le VGA Saint-Maur et le Saint-Memmie Olympique sont relégués en troisième division.

## Participants
Ce tableau présente les vingt-quatre équipes qualifiées pour disputer le championnat 2008-2009. On y trouve le nom des clubs, la date de création du club, l'année de la dernière accession à cette division, leur classement de la saison précédente, le nom des stades ainsi que la capacité de ces derniers.
Le championnat comprend deux groupes de douze équipes.
Légende des couleurs
- Relégué de Division 1.
- Promu de Division 3.

| \| ESOFV La Roche-sur-Yon FCF Monteux CPBB Rennes Tours FC ASPTT Albi ASF Les Verchers Aulnat Sportif Saint-Herblain OC Rodez AF ES Blanquefortaise AS Muretaine Limoges LF \| Localisation des clubs engagés dans le groupe A du championnat. |
| ESOFV La Roche-sur-Yon FCF Monteux CPBB Rennes Tours FC ASPTT Albi ASF Les Verchers Aulnat Sportif Saint-Herblain OC Rodez AF ES Blanquefortaise AS Muretaine Limoges LF                                                                       |

| Nom du club            | Date de création | Dernière accession | Classement 2007-2008 | Stade                          | Capacité |
| ---------------------- | ---------------- | ------------------ | -------------------- | ------------------------------ | -------- |
| ESOFV La Roche-sur-Yon | 1978             | 2008               | D1                   | Stade de Saint-André           | 1 800    |
| FCF Monteux            | 1981             | 1997               | 2 (Gr B)             | Stade Bertier                  | -        |
| CPBB Rennes            | 1987             | 2005               | 2 (Gr A)             | Complexe sportif Bréquigny     | -        |
| Tours FC               | -                | 2002               | 3 (Gr A)             | Stade de la Vallée du Cher (A) | -        |
| ASPTT Albi             | -                | 2007               | 4 (Gr B)             | Stade Maurice Rigaud           | -        |
| ASF Les Verchers       | -                | 2006               | 7 (Gr A)             | -                              | -        |
| Aulnat Sportif         | -                | 2006               | 7 (Gr B)             | -                              | -        |
| Saint-Herblain OC      | 1973             | 2003               | 8 (Gr A)             | Stade Val de Chézine           | 300      |
| Rodez AF               | 1993             | 2008               | D3                   | Stade de Vabre                 | 4 000    |
| ES Blanquefortaise     | 1981             | 2008               | D3                   | -                              | -        |
| AS Muretaine           | -                | 2008               | D3                   | Stade Clément Ader             | 3 000    |
| Limoges LF             | 1965             | 2008               | D3                   | Stade du Mas Loge              | -        |

| \| Évreux ACF CS Mars Bischheim Le Mans UC US Gravelines I COM Bagneux AS Montigny US Compiègne ASC Saint-Apollinaire VGA Saint-Maur Saint-Memmie Ol. AS Algrange FC Rouen \| Localisation des clubs engagés dans le groupe B du championnat. |
| Évreux ACF CS Mars Bischheim Le Mans UC US Gravelines I COM Bagneux AS Montigny US Compiègne ASC Saint-Apollinaire VGA Saint-Maur Saint-Memmie Ol. AS Algrange FC Rouen                                                                       |

| Nom du club            | Date de création | Dernière accession | Classement 2007-2008 | Stade                        | Capacité |
| ---------------------- | ---------------- | ------------------ | -------------------- | ---------------------------- | -------- |
| Évreux ACF             | 1997             | 2008               | D1                   | Stade du 14 juillet          | 200      |
| CS Mars Bischheim      | 2004             | 2004               | 3 (Gr B)             | Stade de Mars                | -        |
| Le Mans UC             | 1983             | 2004               | 4 (Gr A)             | Stade Léon-Bollée (Annexe)   | 4 000    |
| US Gravelines          | -                | 2007               | 5 (Gr A)             | Stade des Huttes             | -        |
| COM Bagneux            | 1975             | 2003               | 5 (Gr B)             | Stade Omnisports             | -        |
| AS Montigny            | 1985             | 2007               | 6 (Gr B)             | Centre sportif de la Couldre | 900      |
| US Compiègne           | 1988             | 2007               | 6 (Gr A)             | Stade de Mercières           | -        |
| ASC Saint-Apollinaire  | -                | 2007               | 8 (Gr B)             | -                            | -        |
| VGA Saint-Maur         | 1968             | 2004               | 9 (Gr B)             | Stade Adolphe-Chéron         | -        |
| Saint-Memmie Olympique | -                | 2006               | 9 (Gr A)             | Stade Déborah Jeannet        | -        |
| AS Algrange            | 1999             | 2008               | D3                   | Stade Municipal              | -        |
| FC Rouen               | 1970             | 2008               | D3                   | Stade de la Ferme            | -        |

## Compétition

### Classement
Le classement est calculé avec le barème de points suivant : une victoire vaut quatre points, le match nul deux et la défaite un.
Critères utilisés pour départager en cas d'égalité au classement :
1. classement aux points des matchs joués entre les clubs ex æquo ;
2. différence entre les buts marqués et les buts concédés par chacun d’eux au cours des matchs qui les ont opposés ;
3. différence entre les buts marqués et les buts concédés sur la totalité des matchs joués dans le championnat ;
4. plus grand nombre de buts marqués sur la totalité des matchs joués dans le championnat ;
5. en cas de nouvelle égalité, une rencontre supplémentaire aura lieu sur terrain neutre avec, éventuellement, l’épreuve des tirs au but.

Classement du Groupe A
| Rang | Équipe                   | Pts | J  | G  | N | P  | Bp | Bc | Diff |
| ---- | ------------------------ | --- | -- | -- | - | -- | -- | -- | ---- |
| 1    | ESOFV La Roche-sur-Yon R | 81  | 22 | 19 | 2 | 1  | 53 | 14 | +39  |
| 2    | Rodez AF P               | 75  | 22 | 17 | 2 | 3  | 58 | 23 | +35  |
| 3    | Tours FC                 | 56  | 22 | 11 | 1 | 10 | 49 | 32 | +17  |
| 4    | FCF Monteux              | 54  | 22 | 9  | 5 | 8  | 39 | 34 | +5   |
| 5    | Saint-Herblain OC        | 52  | 22 | 9  | 3 | 10 | 38 | 38 | 0    |
| 6    | ASPTT Albi               | 51  | 22 | 9  | 2 | 11 | 28 | 35 | -7   |
| 7    | CPBB Rennes              | 50  | 22 | 8  | 4 | 10 | 37 | 52 | -15  |
| 8    | ES Blanquefortaise P     | 50  | 22 | 8  | 4 | 10 | 29 | 39 | -10  |
| 9    | ASF Les Verchers         | 49  | 22 | 7  | 6 | 9  | 27 | 31 | -4   |
| 10   | AS Muretaine P           | 47  | 22 | 7  | 4 | 11 | 41 | 56 | -15  |
| 11   | Limoges LF P             | 42  | 22 | 5  | 5 | 12 | 32 | 48 | -16  |
| 12   | Aulnat Sportif           | 31  | 22 | 1  | 6 | 15 | 27 | 56 | -29  |

|  | Promu en Division 1. |
|  | Relégué en Division 3. |
|  | R Relégué de Division 1 P Promu de Division 3. Pts points ; G victoires ; N match nuls ; P défaites Bp buts marqués ; Bc buts encaissés ; Diff différence de buts |

Classement du Groupe B
| Rang | Équipe                 | Pts | J  | G  | N | P  | Bp | Bc | Diff |
| ---- | ---------------------- | --- | -- | -- | - | -- | -- | -- | ---- |
| 1    | AS Montigny            | 78  | 22 | 18 | 2 | 2  | 52 | 11 | +41  |
| 2    | Le Mans UC             | 66  | 22 | 14 | 2 | 6  | 43 | 15 | +28  |
| 3    | US Gravelines          | 66  | 22 | 13 | 5 | 4  | 64 | 24 | +40  |
| 4    | COM Bagneux            | 60  | 22 | 11 | 5 | 6  | 35 | 25 | +10  |
| 5    | Évreux ACF R           | 59  | 22 | 11 | 4 | 7  | 42 | 25 | +17  |
| 6    | AS Algrange P          | 51  | 22 | 11 | 2 | 9  | 44 | 29 | +15  |
| 7    | FC Rouen P             | 49  | 22 | 9  | 3 | 10 | 37 | 47 | -10  |
| 8    | CS Mars Bischheim      | 47  | 22 | 9  | 4 | 9  | 41 | 41 | 0    |
| 9    | US Compiègne           | 45  | 22 | 7  | 2 | 13 | 35 | 56 | -21  |
| 10   | ASC Saint-Apollinaire  | 43  | 22 | 6  | 3 | 13 | 32 | 56 | -24  |
| 11   | VGA Saint-Maur         | 39  | 22 | 5  | 2 | 15 | 19 | 53 | -34  |
| 12   | Saint-Memmie Olympique | 24  | 22 | 0  | 2 | 20 | 12 | 74 | -62  |

|  | Promu en Division 1. |
|  | Relégué en Division 3. |
|  | R Relégué de Division 1 P Promu de Division 3. Pts points ; G victoires ; N match nuls ; P défaites Bp buts marqués ; Bc buts encaissés ; Diff différence de buts |

Nota :
1. 1 2 3  Trois clubs ont des points de pénalité pour non-conformité avec le règlement de la FFF.

### Résultats
Groupe A
Source : Championnat de France de D2 2008-2009 - Groupe A - Calendrier, sur statsfootofeminin.fr
| Résultats (▼dom., ►ext.)                                   | Alb | Aul | Bla | RsY | Lim | Mon | Mur | Ren | Rod | S-H | Tou | Ver |
| ASPTT Albi                                                 |     | 1-0 | 3-2 | 0-1 | 5-2 | 1-0 | 0-1 | 0-1 | 0-4 | 2-2 | 0-1 | 1-1 |
| Aulnat Sportif                                             | 0-2 |     | 2-4 | 1-4 | 0-1 | 3-4 | 2-2 | 0-2 | 1-1 | 1-1 | 0-6 | 1-2 |
| ES Blanquefortaise                                         | 2-0 | 2-1 |     | 0-1 | 2-2 | 1-1 | 2-1 | 2-5 | 1-1 | 2-1 | 1-0 | 3-0 |
| ESOFV La Roche-sur-Yon                                     | 2-0 | 7-1 | 5-0 |     | 3-2 | 5-2 | 2-0 | 3-1 | 2-0 | 1-2 | 0-0 | 1-0 |
| Limoges LF                                                 | 1-2 | 3-1 | 0-0 | 0-2 |     | 2-0 | 3-3 | 1-1 | 1-3 | 1-4 | 3-0 | 2-2 |
| FCF Monteux                                                | 5-0 | 1-1 | 3-0 | 0-1 | 2-0 |     | 0-1 | 2-1 | 2-4 | 2-2 | 1-0 | 1-0 |
| AS Muretaine                                               | 2-1 | 1-5 | 4-1 | 2-2 | 2-4 | 1-3 |     | 3-4 | 2-6 | 3-2 | 3-1 | 0-0 |
| CPBB Rennes                                                | 1-4 | 1-1 | 2-1 | 0-2 | 3-2 | 1-1 | 5-6 |     | 3-7 | 2-1 | 2-1 | 2-2 |
| Rodez AF                                                   | 3-1 | 2-0 | 1-2 | 1-2 | 2-0 | 4-3 | 3-1 | 1-0 |     | 3-1 | 4-1 | 2-0 |
| Saint-Herblain OC                                          | 0-1 | 3-1 | 1-0 | 1-3 | 3-1 | 2-3 | 2-0 | 5-0 | 0-4 |     | 3-2 | 0-1 |
| Tours FC                                                   | 4-2 | 3-2 | 4-1 | 1-2 | 4-1 | 3-2 | 4-1 | 5-0 | 0-1 | 4-0 |     | 4-1 |
| ASF Les Verchers                                           | 0-2 | 3-3 | 1-0 | 0-2 | 4-0 | 1-1 | 4-2 | 2-0 | 0-1 | 1-2 | 2-1 |     |
| - Victoire à domicile - Match nul - Victoire à l'extérieur |     |     |     |     |     |     |     |     |     |     |     |     |

Groupe B
Source : Championnat de France de D2 2008-2009 - Groupe B - Calendrier, sur statsfootofeminin.fr
| Résultats (▼dom., ►ext.)                                   | Alg | Bag | Bis | Com | Évr | Grav | Man | Mon | Rou | S-A  | S-M | SMO |
| AS Algrange                                                |     | 0-0 | 3-1 | 5-2 | 0-2 | 0-1  | 1-0 | 1-2 | 5-2 | 3-0  | 7-0 | 3-0 |
| COM Bagneux                                                | 2-0 |     | 2-2 | 4-0 | 2-3 | 1-3  | 1-0 | 1-3 | 3-2 | 2-0  | 0-0 | 2-0 |
| CS Mars Bischheim                                          | 2-2 | 2-0 |     | 5-0 | 1-2 | 2-1  | 0-3 | 2-4 | 5-3 | 1-0  | 0-1 | 2-1 |
| US Compiègne                                               | 0-3 | 2-3 | 3-1 |     | 0-1 | 1-6  | 0-3 | 0-0 | 4-2 | 4-0  | 2-1 | 9-0 |
| Évreux ACF                                                 | 1-3 | 2-2 | 3-3 | 2-1 |     | 3-1  | 0-1 | 0-1 | 4-0 | 0-1  | 5-1 | 2-0 |
| US Gravelines                                              | 2-0 | 1-3 | 5-1 | 1-0 | 2-2 |      | 0-1 | 1-1 | 0-0 | 10-1 | 2-0 | 7-1 |
| Le Mans UC                                                 | 2-1 | 0-1 | 0-1 | 6-0 | 2-0 | 2-2  |     | 1-2 | 5-0 | 6-0  | 2-1 | 2-0 |
| AS Montigny                                                | 4-1 | 2-0 | 2-0 | 4-0 | 1-0 | 0-1  | 0-1 |     | 2-0 | 3-0  | 7-1 | 3-1 |
| FC Rouen                                                   | 5-0 | 1-1 | 2-1 | 1-1 | 1-0 | 1-4  | 3-2 | 0-4 |     | 4-1  | 4-1 | 1-0 |
| ASC Saint-Apollinaire                                      | 1-0 | 1-3 | 1-1 | 7-1 | 1-4 | 3-3  | 1-1 | 0-2 | 4-2 |      | 1-3 | 5-0 |
| VGA Saint-Maur                                             | 0-3 | 1-0 | 0-2 | 0-2 | 0-5 | 1-4  | 0-1 | 0-1 | 0-1 | 3-1  |     | 2-2 |
| Saint-Memmie Olympique                                     | 0-3 | 0-2 | 3-6 | 1-3 | 1-1 | 0-7  | 1-2 | 0-4 | 0-2 | 0-3  | 1-3 |     |
| - Victoire à domicile - Match nul - Victoire à l'extérieur |     |     |     |     |     |      |     |     |     |      |     |     |

## Bilan de la saison
| Championnat de France féminin de football de deuxième division 2008-2009 |                                   |
| Champion                                                                 | ESOFV La Roche-sur-Yon (2e titre) |
| Promotions et relégations                                                |                                   |
| Promus en Division 1                                                     | ESOFV La Roche-sur-Yon            |
| Promus en Division 1                                                     | AS Montigny                       |
| Relégués en Division 2                                                   | FCF Condéen                       |
| Relégués en Division 2                                                   | FC Vendenheim                     |

## Statistiques
Leaders du championnat
Évolution des classements
- Promu en Division 1.
- Relégué en Division 3.

| Club                   | 1  | 2  | 3  | 4  | 5  | 6  | 7  | 8  | 9  | 10 | 11 | 12 | 13 | 14 | 15 | 16 | 17 | 18 | 19 | 20 | 21 | 22 |
| ---------------------- | -- | -- | -- | -- | -- | -- | -- | -- | -- | -- | -- | -- | -- | -- | -- | -- | -- | -- | -- | -- | -- | -- |
| ASPTT Albi             | 2  | 2  | 4  | 7  | 7  | 6  | 6  | 6  | 6  | 6  | 7  | 6  | 6  | 8  | 5  | 6  | 8  | 8  | 8  | 8  | 8  | 8  |
| Aulnat Sportif         | 9  | 11 | 11 | 11 | 12 | 11 | 12 | 9  | 10 | 12 | 12 | 12 | 11 | 12 | 12 | 12 | 12 | 12 | 12 | 12 | 12 | 12 |
| ES Blanquefortaise     | 10 | 12 | 12 | 12 | 9  | 7  | 8  | 7  | 7  | 7  | 5  | 5  | 5  | 4  | 7  | 5  | 7  | 7  | 7  | 7  | 7  | 7  |
| ESOFV La Roche-sur-Yon | 3  | 4  | 3  | 4  | 4  | 3  | 2  | 2  | 1  | 1  | 1  | 1  | 1  | 1  | 1  | 1  | 1  | 1  | 1  | 1  | 1  | 1  |
| Limoges LF             | 5  | 6  | 8  | 8  | 8  | 9  | 9  | 11 | 12 | 11 | 11 | 11 | 12 | 11 | 11 | 11 | 11 | 11 | 11 | 11 | 11 | 11 |
| FCF Monteux            | 11 | 8  | 10 | 10 | 10 | 12 | 11 | 10 | 9  | 9  | 8  | 8  | 8  | 7  | 8  | 7  | 5  | 5  | 5  | 5  | 5  | 5  |
| AS Muretaine           | 6  | 3  | 6  | 5  | 6  | 8  | 7  | 8  | 8  | 8  | 9  | 9  | 9  | 9  | 10 | 10 | 10 | 10 | 10 | 10 | 10 | 10 |
| CPBB Rennes            | 7  | 7  | 5  | 2  | 1  | 1  | 3  | 4  | 3  | 3  | 3  | 3  | 3  | 3  | 3  | 4  | 4  | 4  | 4  | 4  | 4  | 4  |
| Rodez AF               | 1  | 1  | 1  | 1  | 3  | 2  | 1  | 1  | 2  | 2  | 2  | 2  | 2  | 2  | 2  | 2  | 2  | 2  | 2  | 2  | 2  | 2  |
| Saint-Herblain OC      | 12 | 10 | 7  | 6  | 5  | 5  | 5  | 5  | 5  | 4  | 4  | 4  | 4  | 5  | 4  | 3  | 3  | 3  | 3  | 3  | 3  | 3  |
| Tours FC               | 4  | 5  | 2  | 3  | 2  | 4  | 4  | 3  | 4  | 5  | 6  | 7  | 7  | 6  | 6  | 8  | 6  | 6  | 6  | 6  | 6  | 6  |
| ASF Les Verchers       | 8  | 9  | 9  | 9  | 11 | 10 | 10 | 12 | 11 | 10 | 10 | 10 | 10 | 10 | 9  | 9  | 9  | 9  | 9  | 9  | 9  | 9  |

| Club                   | 1  | 2  | 3  | 4  | 5  | 6  | 7  | 8  | 9  | 10 | 11 | 12 | 13 | 14 | 15 | 16 | 17 | 18 | 19 | 20 | 21 | 22 |
| ---------------------- | -- | -- | -- | -- | -- | -- | -- | -- | -- | -- | -- | -- | -- | -- | -- | -- | -- | -- | -- | -- | -- | -- |
| AS Algrange            | 5  | 10 | 6  | 9  | 7  | 7  | 9  | 8  | 7  | 7  | 5  | 6  | 7  | 7  | 6  | 7  | 5  | 5  | 5  | 5  | 5  | 5  |
| COM Bagneux            | 6  | 8  | 7  | 6  | 8  | 8  | 7  | 6  | 5  | 6  | 7  | 7  | 8  | 8  | 7  | 3  | 3  | 3  | 3  | 3  | 3  | 3  |
| CS Mars Bischheim      | 4  | 6  | 8  | 7  | 5  | 6  | 5  | 5  | 4  | 5  | 6  | 5  | 5  | 4  | 5  | 6  | 7  | 7  | 7  | 7  | 7  | 7  |
| US Compiègne           | 2  | 4  | 10 | 10 | 10 | 11 | 11 | 11 | 11 | 11 | 10 | 11 | 10 | 10 | 10 | 9  | 10 | 10 | 10 | 10 | 10 | 10 |
| Évreux ACF             | 1  | 1  | 3  | 2  | 2  | 4  | 3  | 2  | 3  | 2  | 3  | 3  | 3  | 2  | 3  | 4  | 6  | 6  | 6  | 6  | 6  | 6  |
| US Gravelines          | 9  | 5  | 4  | 4  | 3  | 2  | 2  | 3  | 2  | 3  | 2  | 2  | 2  | 3  | 2  | 2  | 2  | 2  | 2  | 2  | 2  | 2  |
| Le Mans UC             | 7  | 9  | 5  | 5  | 4  | 3  | 4  | 4  | 6  | 4  | 4  | 4  | 4  | 5  | 4  | 5  | 4  | 4  | 4  | 4  | 4  | 4  |
| AS Montigny            | 3  | 2  | 1  | 1  | 1  | 1  | 1  | 1  | 1  | 1  | 1  | 1  | 1  | 1  | 1  | 1  | 1  | 1  | 1  | 1  | 1  | 1  |
| FC Rouen               | 10 | 7  | 9  | 8  | 9  | 9  | 8  | 9  | 8  | 8  | 8  | 8  | 6  | 6  | 8  | 8  | 8  | 8  | 8  | 8  | 8  | 8  |
| ASC Saint-Apollinaire  | 8  | 3  | 2  | 3  | 6  | 5  | 6  | 7  | 9  | 9  | 9  | 9  | 9  | 9  | 9  | 10 | 9  | 9  | 9  | 9  | 9  | 9  |
| VGA Saint-Maur         | 12 | 11 | 11 | 11 | 11 | 10 | 10 | 10 | 10 | 10 | 11 | 10 | 11 | 11 | 11 | 11 | 11 | 11 | 11 | 11 | 11 | 11 |
| Saint-Memmie Olympique | 11 | 12 | 12 | 12 | 12 | 12 | 12 | 12 | 12 | 12 | 12 | 12 | 12 | 12 | 12 | 12 | 12 | 12 | 12 | 12 | 12 | 12 |

Moyennes de buts marqués par journée
Ce graphique représente le nombre de buts marqués lors de chaque journée pour le groupe A. Il est également indiqué la moyenne total sur la saison qui est de 20,81 buts/journée.
Ce graphique représente le nombre de buts marqués lors de chaque journée pour le groupe B. Il est également indiqué la moyenne total sur la saison qui est de 20,72 buts/journée.
| Cls | Joueuse              | Club                   | Buts |
| --- | -------------------- | ---------------------- | ---- |
| 1   | Marine Augis         | Tours FC               | 25   |
| 2   | Catherine Mouillé    | Saint-Herblain OC      | 18   |
| 3   | Gwenaëlle Migot      | CPBB Rennes            | 17   |
| 4   | Claire Guillard      | ESOFV La Roche-sur-Yon | 15   |
| 5   | Marine Chavaroche    | Rodez AF               | 14   |
| 6   | Bahija Chatta        | ES Blanquefortaise     | 13   |
| 6   | Stéphanie De Revière | Aulnat Sportif         | 13   |
| 6   | Anne Trevisan        | AS Muretaine           | 13   |
| 9   | Angélique Avice      | Limoges LF             | 12   |
| 9   | Adelaïde Bordron     | ESOFV La Roche-sur-Yon | 12   |
| 9   | Mélanie Palliard     | AS Muretaine           | 12   |
| 12  | Audrey Moreno        | Rodez AF               | 10   |
| 13  | 2 joueuses           | 2 joueuses             | 9    |
| 15  | 7 joueuses           | 7 joueuses             | 8    |
| 22  | 1 joueuse            | 1 joueuse              | 7    |
| 23  | 6 joueuses           | 6 joueuses             | 6    |
| 29  | 3 joueuses           | 3 joueuses             | 5    |
| 32  | 9 joueuses           | 9 joueuses             | 4    |
| 41  | 10 joueuses          | 10 joueuses            | 3    |
| 51  | 15 joueuses          | 15 joueuses            | 2    |
| 66  | 50 joueuses          | 50 joueuses            | 1    |

| Cls | Joueuse            | Club                  | Buts |
| --- | ------------------ | --------------------- | ---- |
| 1   | Coralie Lenot      | US Gravelines         | 23   |
| 2   | Julie Machart      | US Gravelines         | 21   |
| 3   | Charlotte Peslerbe | AS Montigny           | 19   |
| 4   | Caroline Deluca    | Évreux ACF            | 17   |
| 5   | Jessica Gomes      | AS Algrange           | 14   |
| 6   | Noémie Hoehe       | CS Mars Bischheim     | 11   |
| 6   | Christelle Samie   | ASC Saint-Apollinaire | 11   |
| 8   | Viviane Asseyi     | FC Rouen              | 10   |
| 9   | Christania Mbida   | US Compiègne          | 9    |
| 9   | Hélène Plu         | Le Mans UC            | 9    |
| 11  | 4 joueuses         | 4 joueuses            | 8    |
| 15  | 6 joueuses         | 6 joueuses            | 7    |
| 21  | 4 joueuses         | 4 joueuses            | 6    |
| 25  | 8 joueuses         | 8 joueuses            | 5    |
| 33  | 11 joueuses        | 11 joueuses           | 4    |
| 44  | 13 joueuses        | 13 joueuses           | 3    |
| 57  | 21 joueuses        | 21 joueuses           | 2    |
| 78  | 44 joueuses        | 44 joueuses           | 1    |